# Jornada (periòdic)
Jornada va ser un periòdic vespertí en castellà publicat a la ciutat de València entre 1941 i 1975.

## Història
Fundat el 1941, pertanyia a la cadena de premsa del Moviment. En la capital valenciana va coexistir amb el diari Levante, que es publicava als matins, mentre que Jornada eixia a les vesprades. Des dels orígens va ser un periòdic deficitari, i sempre va tindre unes vendes modestes. Per a 1975 acumulava un dèficit superior als tretze milions de pessetes, situació que va portar al tancament. L'últim número va aparèixer el 30 de setembre del 1975. La seua desaparició va conincidir amb la clausura del diari vespertí malagueny La Tarde.

## Directors
Entre els directors van destacar José María Bugella o José Barberá Armelles.